# Романова Яна Сергіївна
Романова Яна Сергіївна  (11 травня 1983, Курган, Російська РФСР) — російська біатлоністка, переможниця та призерка етапів кубка світу, призерка чемпіонату Європи з біатлону.

## Кар'єра в Кубку світу
- Дебют в кубку світу — 19 січня 2008 року в спринті в Антхольці — 13 місце.
- Перше попадання в залікову зону — 19 січня 2008 року в спринті в Антхольці — 13 місце.
- Перше потрапляння до квіткового подіуму — 14 лютого 2008 року в індивідуальній гонці на чемпіонаті світу в Естерсунді — 7 місце.
- Перша перемога — 13 грудня 2009 року в естафеті  в Гохфільцині — 1 місце.

Яна займається біатлоном починаючи з 1998 року, а за збірну Росії на етапах кубку світу виступає  з 2008. Найкращим результатом Яни, в цей час, у кубках світу є перемога у спринті, яке вона здобула в сезоні 2009/2010 в російському Ханти-Мансійську, а також перомога і друге місце, які вона виборола у складі естафетної збірної у тому ж сезоні.

## Виступи на Олімпійських іграх (біатлон)
| Рік  | Міце проведення | Інд | Спр | Пр | МС | Ест |
| 2010 | Ванкувер        | 56  |     |    |    |     |

## Виступи на чемпіонаті світу
| Рік  | Міце проведення | Інд | Спр | Пр | МС | Ест | ЗМ |
| 2008 | Естерсунд       | 7   |     |    |    |     |    |
| 2009 | Пхьончхан       | 24  |     |    |    |     |    |
| 2010 | Ханти-Мансійськ |     |     |    |    |     | 4  |
| 2011 | Ханти-Мансійськ | 37  |     |    |    |     |    |

## Загальний залік в Кубку світу
- 2007—2008 — 46-е місце (57 очок)
- 2008—2009 — 44-е місце (156 очок)
- 2009—2010 — 23-е місце (416 очок)
- 2010—2011 — 24-е місце (338 очок)

## Статистика стрільби
| № п/п | Сезон     | Загальна        | Індивідуальна гонка | Спринт        | Гонка переслідування | Мас-старт     | Естафета      |
| ----- | --------- | --------------- | ------------------- | ------------- | -------------------- | ------------- | ------------- |
| 1     | 2007-2008 | 86,4% (95/110)  | 95,0% (19/20)       | 83,3% (25/30) | 85,0% (51/60)        | 0,0% (0/0)    | 0,0% (0/0)    |
| 2     | 2008-2009 | 84,3% (118/140) | 87,5% (35/40)       | 85,0% (34/40) | 81,7% (49/60)        | 0,0% (0/0)    | 0,0% (0/0)    |
| 3     | 2009-2010 | 86,3% (277/321) | 88,8% (71/80)       | 80,0% (64/80) | 85,0% (68/80)        | 90,0% (54/60) | 95,2% (20/21) |
| 4     | 2010-2011 | 81,6% (266/326) | 90,0% (72/80)       | 80,0% (56/70) | 79,0% (79/100)       | 88,3% (53/60) | 37,5% (6/16)  |

## Дискваліфікація
27 листопада 2017 року рішенням Міжнародного олімпійського комітету за порушення антидопінгових правил позбавлена золотої медалі Олімпійських ігор 2014 року в Сочі та усунена від участі в Олімпійських іграх